# Nirgal Vallis
Nirgal Vallis é um longo canal fluvial no quadrângulo de Coprates e no de Phoenicis Lacus em Marte, localizado a 28.4º latitude sul e 42 longitude oeste. Sua extensão é de 496 km e seu nome vem da palavra "Marte" em acadiano.  A metade ocidental de Nirgal Valles é um sistema ramificado, mas a metade oriental um vale rijamente sinuoso, profundamente entrincheirado.  Nirgal Valles termina em Uzboi Vallis.  Seus tributários são pouco extensos e terminam nas cabeceiras dos vales de paredes íngremes, frequentemente chamados "vales de cabeçeiras de anfiteatro".  A forma das cabeceiras destes vales é semelhante à dos circos na Terra. 

## Nirgal Vallis esapping
Nirgal Vallis é uma das cadeias de vales mais extensas de Marte. Tão extensa que é encontrada em mais de um quadrângulo. Os cientistas não sabem como todos os antigos vales fluviais se formaram.  Há evidências de que no lugar de chuva ou neve, a água que formou estes vales tenha se originado no subterrâneo. Um dos mecanismos que tem sido propostos é o sapping.  No processo de sapping, o solo se rompe à medida que a água é liberada.  O sapping é comum em algumas áreas desérticas do sudoeste americano.  O sapping forma alcovas e tributários.  Essas formações são visíveis na imagem abaixo de Nirgal Vallis obtida com a THEMIS da Mars Odyssey.

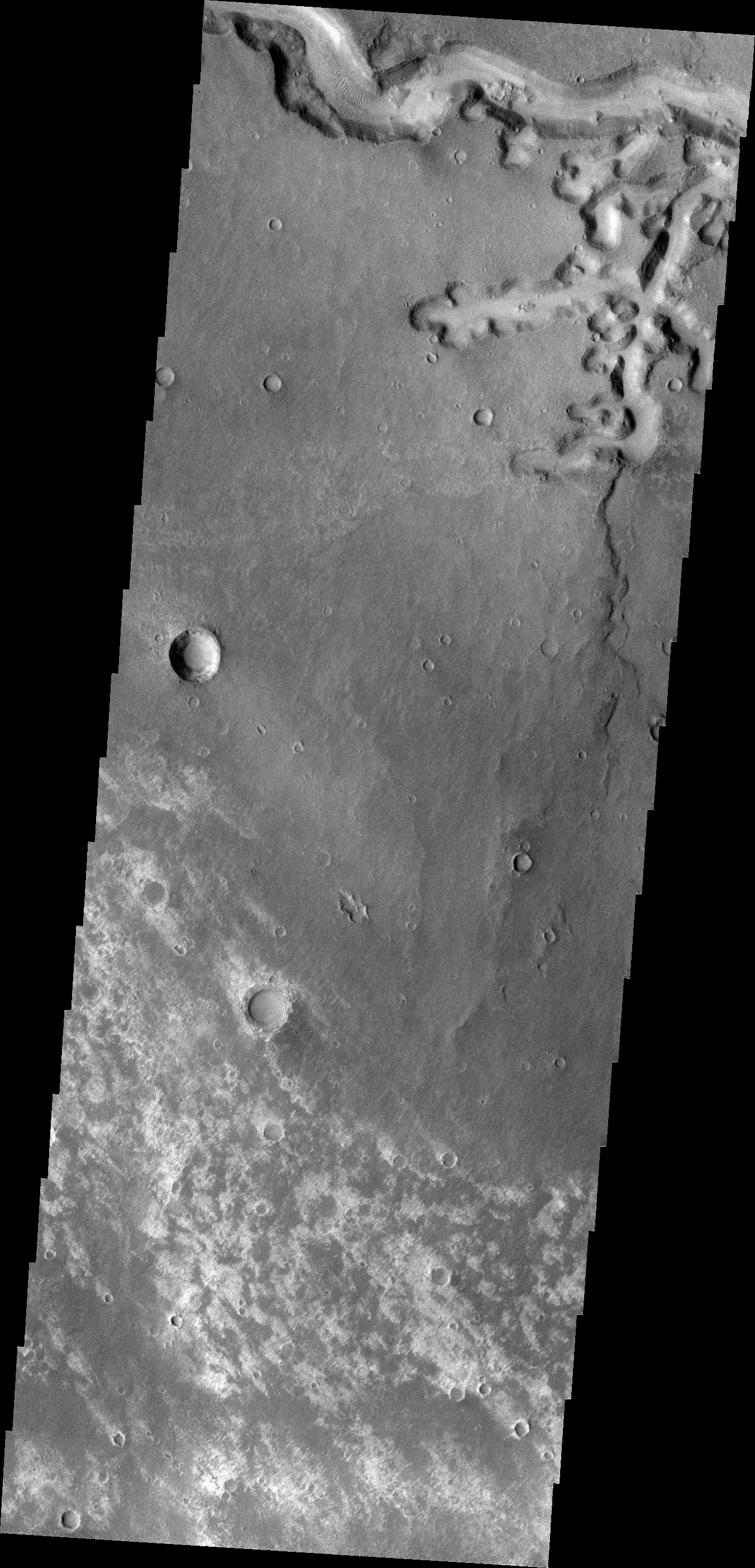
Nirgal Vallis, visto pela THEMIS.
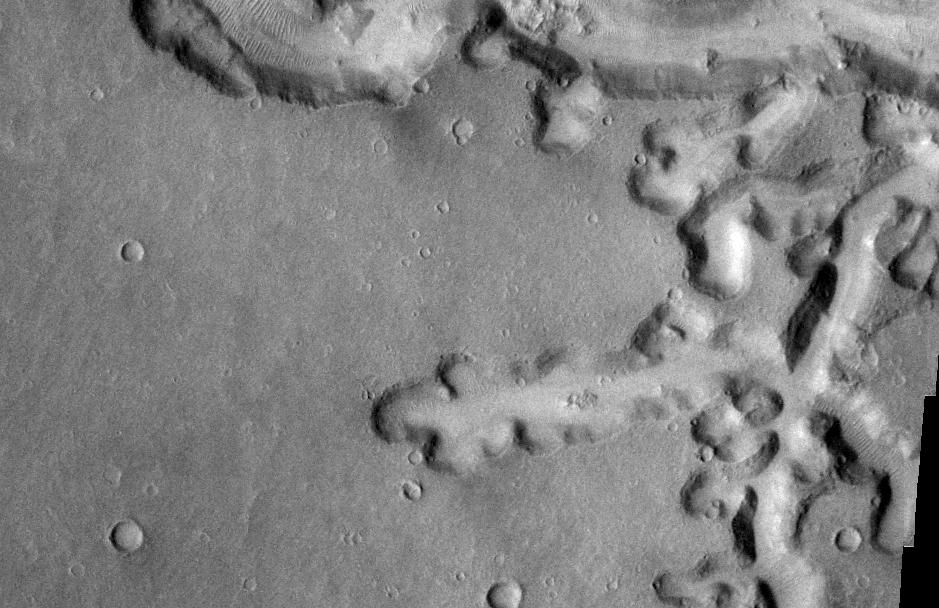
Imagem aproximada de Nirgal Vallis, visto pela THEMIS.